# Felipe Robles Dégano

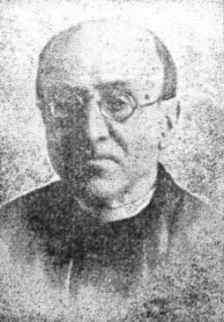
Felipe Robles Dégano

Felipe Robles Dégano (San Esteban del Valle, 1863-Ávila, 1939) fue un filósofo, sacerdote, lingüista y escritor español, que empleó el pseudónimo «Tíndaro».

## Biografía
Nacido el 13 de septiembre de 1863 en la localidad abulense de San Esteban del Valle, fue autor de obras de carácter lingüístico como Ortología clásica de la lengua castellana (1905), Filosofía del verbo (1910) o Los disparates gramaticales de la real Academia española y su corrección (1912), además de una biografía del misionero y mártir san Pedro Bautista, titulada Vida y martirio de San Pedro Bautista (1927). Antisemita y afín a tesis inscritas en la conspiración judeomasónica durante la Segunda República, colaboró en el diario integrista El Siglo Futuro, donde emplearía el seudónimo «Tíndaro» para escribir una serie de artículos relacionados con «la conspiración judía». Falleció el 18 de abril de 1939 en Ávila.

## Obras
- Ortología clásica de la lengua española: Fundada en la autoridad de 400 poetas, 1905
- Compendio de ortología clásica, 1907
- Peri-hermeneias (en latín), traducido al castellano por Mariano A. Taberna Martín
- Filosofía del verbo, 1910
- Los disparates gramaticales de la real academia y su corrección, 1912
- Gramática general aplicada a la lengua castellana, o el alma del idioma castellano, 1922
- La educación del entendimiento por el estudio del lenguaje, Senén Martín, 1925